# Papasìn
I papasìn (a volte italianizzato in papassini) sono un dolce tipico di Mantova e delle sue zone rurali.

## Ricetta
Mettere a bagno l'uva passa in acqua per circa venti minuti. Mescolare la farina di castagne con lo zucchero, aggiungere un pizzico di sale e aggiungere acqua fino ad ottenere un impasto modellabile. Aggiungere l'uva e i pinoli fino a formare dei cilindretti allungati. Infornare per circa venti minuti a 180 gradi.
Spesso i papasìn vengono abbinati alla patòna, anch'essa a base di farina di castagne.